# Euphorbia clusiifolia
Euphorbia clusiifolia là một loài thực vật có hoa trong họ Đại kích. Loài này được Hook. & Arn. mô tả khoa học đầu tiên năm 1832.